# Eros Medaglia
Eros Medaglia (Ramos Mejía, 7 settembre 1994) è un calciatore argentino, difensore dell'Ossese.

## Carriera

### Club
Ha giocato nella prima divisione argentina.

### Nazionale
Con la nazionale Under-20 argentina ha preso parte al campionato sudamericano del 2013.

## Palmarès

### Club

#### Competizioni nazionali
- Campionato argentino: 1

Vélez Sarsfield: 2012-2013
- Supercopa Argentina: 1

Vélez Sarsfield: 2013